# Côté cour et côté jardin
Pour les articles homonymes, voir Cour et Jardin.

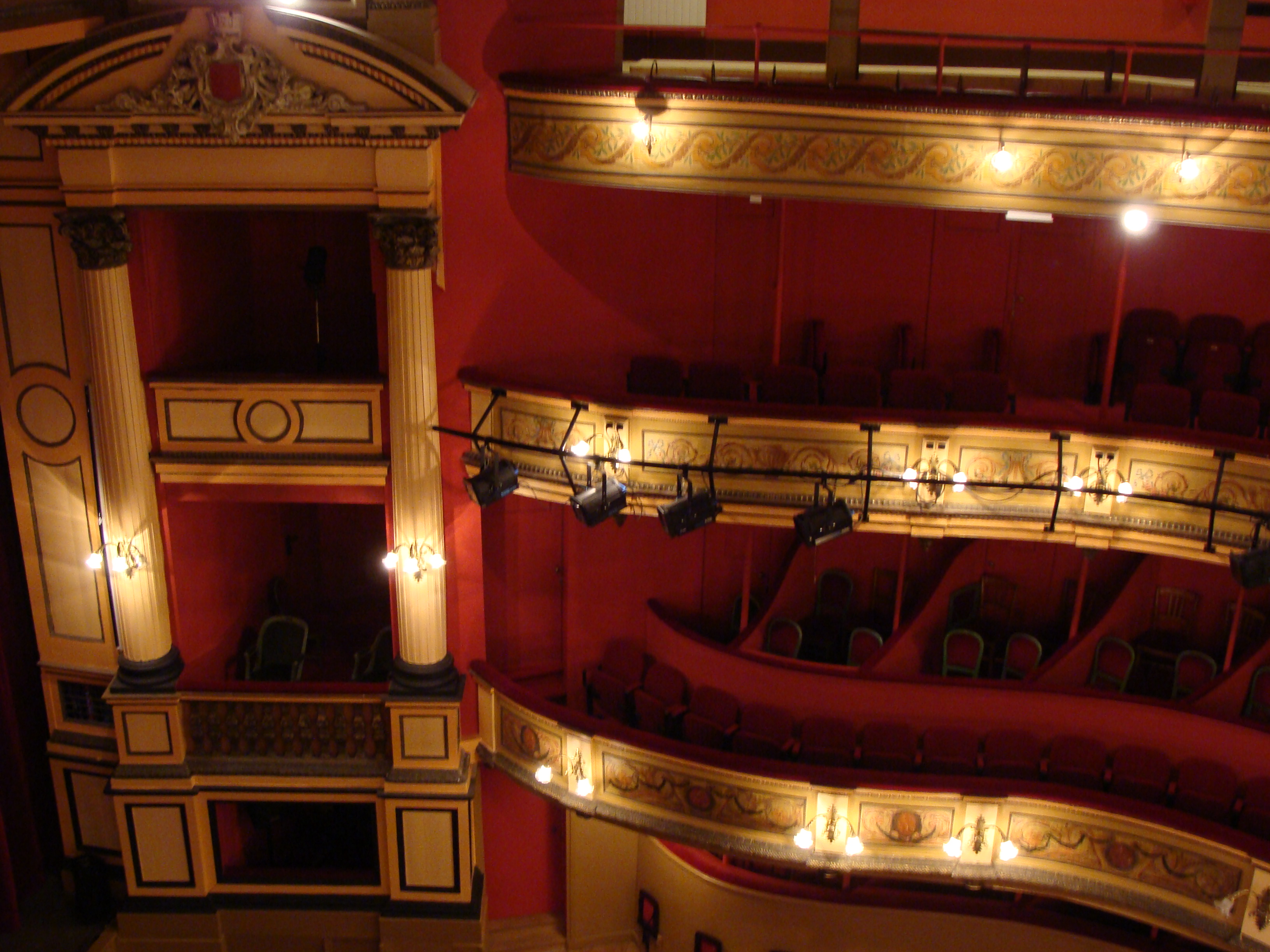
Théâtre à l'italienne de Douai — loge royale côté cour et le poulailler.

Dans le vocabulaire du théâtre et du spectacle vivant, le côté cour désigne le côté droit de la scène, vu du public, par opposition au côté jardin, qui, lui, désigne le côté gauche. Ces deux termes permettent au metteur en scène et aux comédiens de communiquer plus facilement que s'ils parlaient des côtés « gauche » et « droit », qui varient selon l'orientation du locuteur. Les machinistes situés à la cour sont appelés « courriers », et ceux du jardin « jardiniers ».
En anglais côté cour = stage left (ou prompt side PS en abrégé) - car le souffleur (prompter en anglais) était traditionnellement situé de ce côté de la scène), côté jardin = stage right (ou opposite prompt side OP en abrégé).

## Histoire

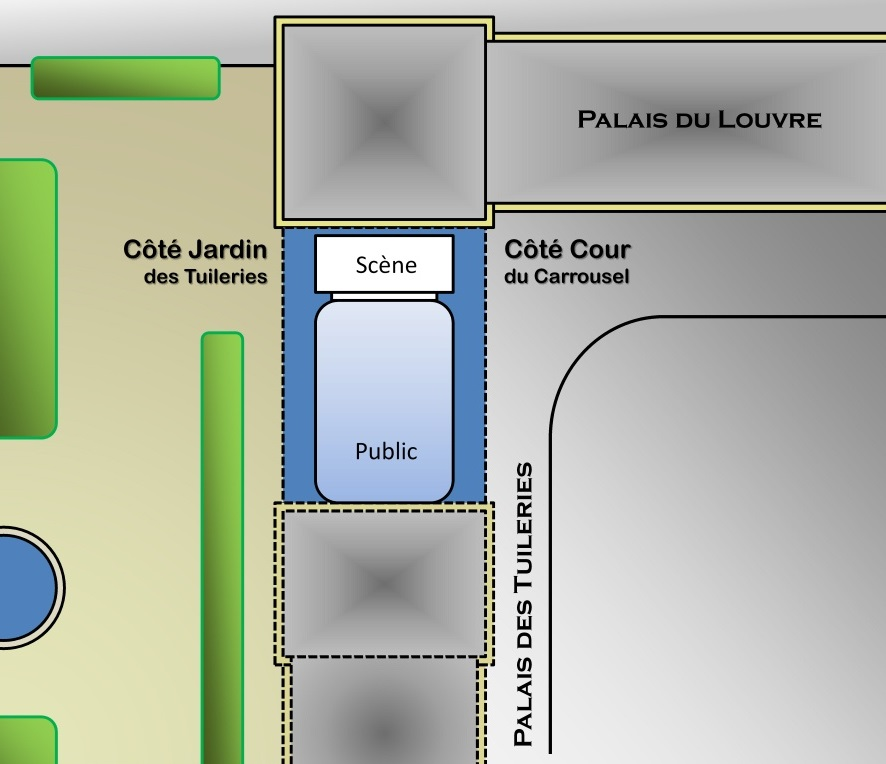
Plan du théâtre faisant partie de l'ancien Palais des Tuileries à Paris, à l'origine des dénominations côté Cour (du Carrousel) et côté Jardin (des Tuileries) de la scène en France.

Ces mots viennent d'une habitude prise à la Comédie-Française, à l'époque où, à partir de 1770, la troupe était installée dans la salle des Machines du palais des Tuileries : la salle donnait effectivement d'un côté sur la cour du Louvre, et de l'autre sur le jardin des Tuileries.
Auparavant, on nommait la cour « côté de la reine » et le jardin « côté du roi », les loges de chacun se faisant face à droite et à gauche de la scène (en regardant depuis la salle). Cette désignation fut abandonnée au profit de la nouvelle expression à la suite de la Révolution française,.

## Mnémotechniques
Les moyens mnémotechniques les plus connus, pour savoir où se situent le jardin et la cour, consistent pour le public à se rappeler les initiales de Jésus-Christ, Jules César (« J.-C. » comme Jardin/Cour) en regardant la scène depuis la Régie (Rex/Romain) ; et pour les acteurs se remémorer la formule « côté cour, côté cœur » en regardant le public, le cœur étant généralement situé à gauche. De même pour les acteurs, jarDin comporte un D comme droite, tandis que cour n'en comporte pas.